# Pilar partido
Pilar egy partido Argentína középpontjától keletre, Buenos Aires tartományban. Székhelye Pilar.

## Népesség
A partido népessége a közelmúltban a következőképpen változott:
| Év   | Lakosság |
| ---- | -------- |
| 2001 | 231 126  |
| 2010 | 299 077  |